# 5 євро
П'ять євро, також €5 — банкнота найнижчого паперового номіналу євро. Перебуває в обігу від 2002 року, з моменту введення валюти.

## Дизайн

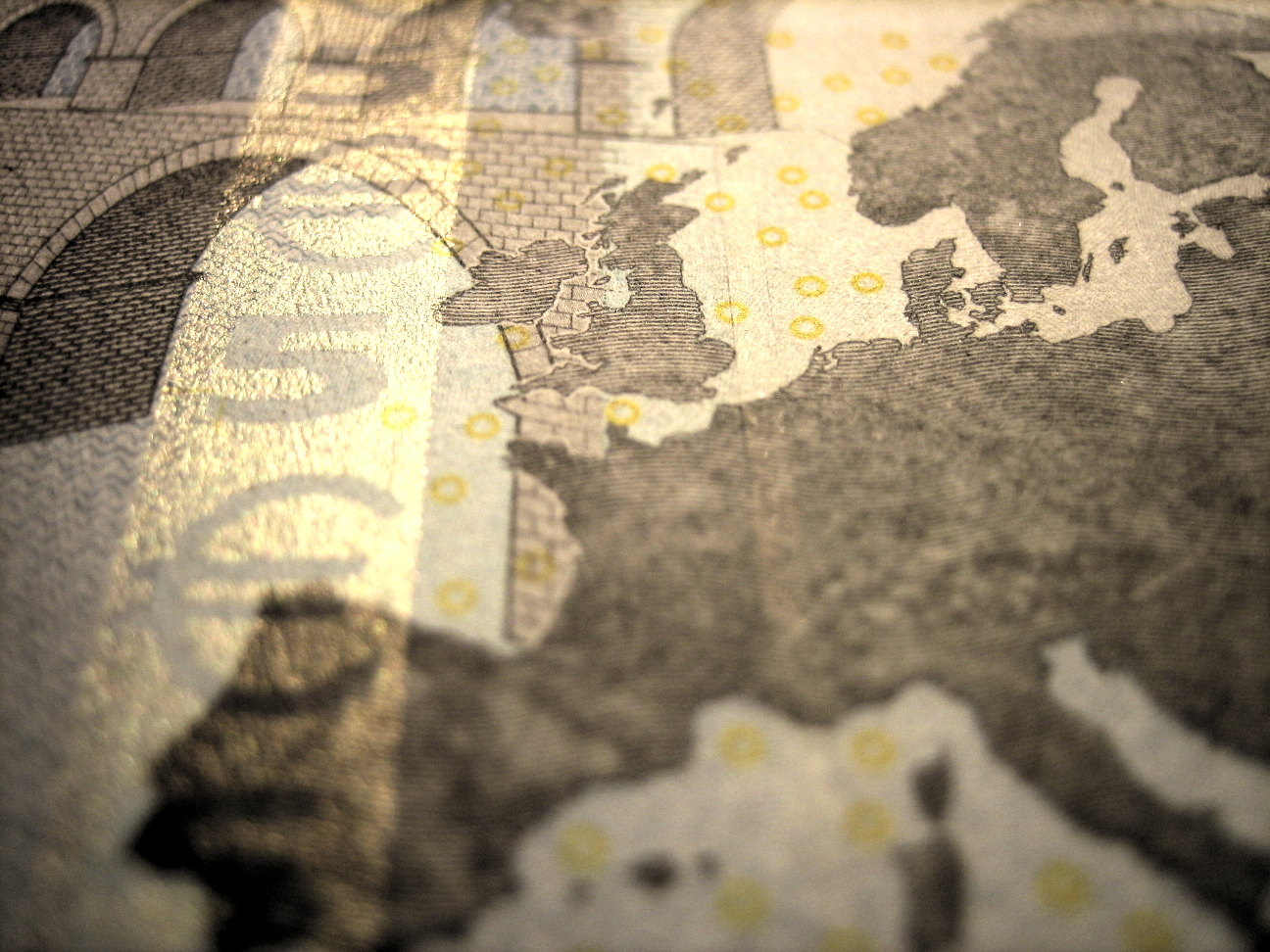
Реверс банкноти: карта Європи та міст доби класичної античності

П'ять євро — найменша за розміром банкнота євро (120x62мм). Виконана у сірій кольоровій гамі.
Всі банкноти євро містять зображення мостів та арок/дверних прорізів різних історичних стилів європейської архітектури. П'ять євро відображає класичну архітектуру античної доби (до 5 століття н. е.). Хоча Роберт Каліна розробив оригінальні малюнки реально існуючих будівель, з політичних причин вирішено розмістити схематичні приклади відповідних архітектурних епох.
Як і решта банкнот 5 євро містить найменування валюти, номінал, прапор Євросоюзу, підпис президента Європейського центрального банку, 12 зірок ЄС, рік випуску та спеціальні елементи захисту банкноти.

## Елементи захисту банкноти

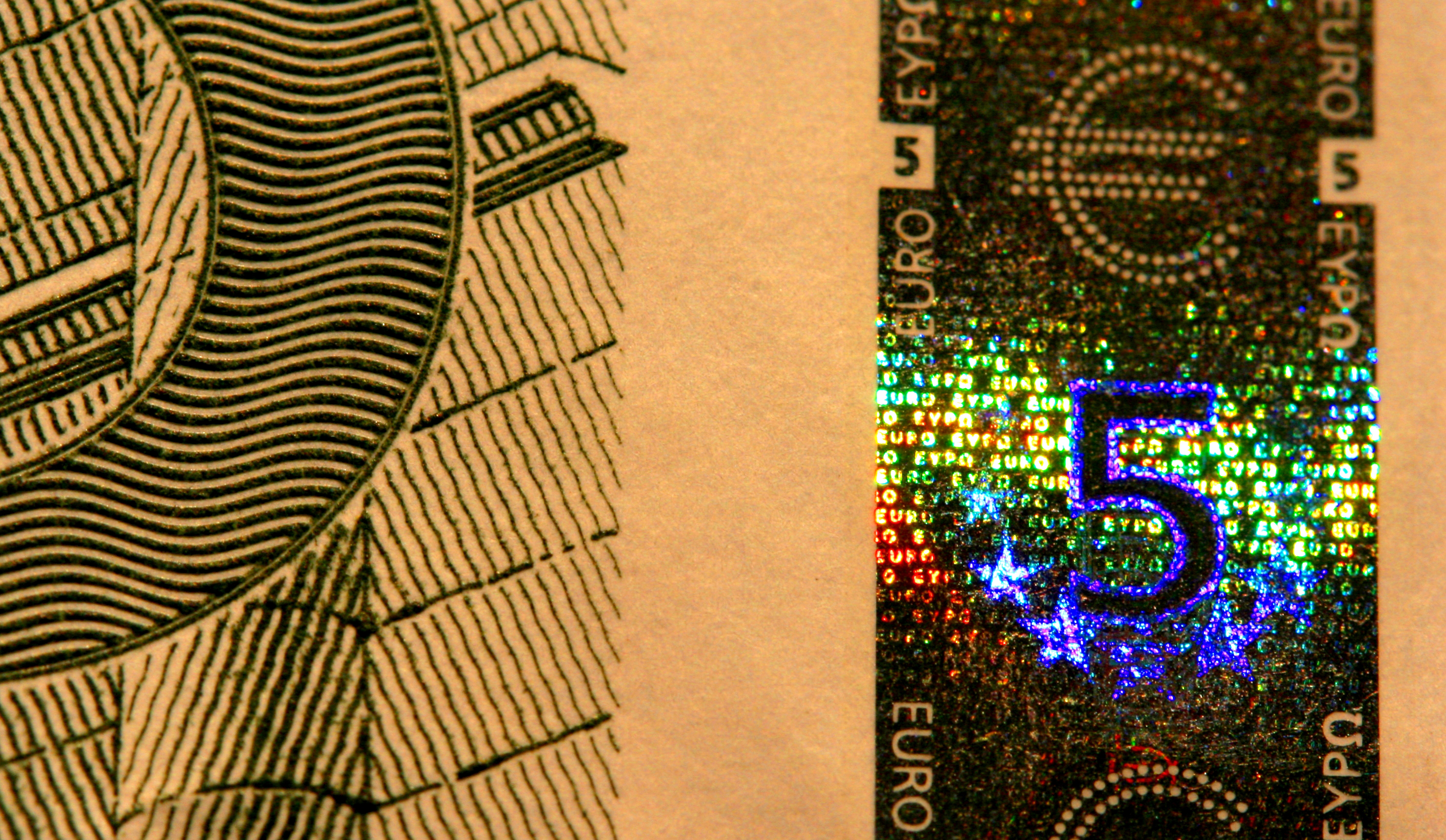
Голограма на банкноті

Оскільки 5 євро має найнижчий номінал, її захист відносно не такий високий, як у інших банкнот євро. Тим не менше вона захищена голограмою, сузір'ям EURion, водяними знаками, рельєфним друком, захисною нитка, матовою поверхнею, штрихкодом і серійним номером, який підкоряється певному математичному правилу.

## Зміни
На перших емісіях стоїть підпис голови Європейського центрального банку Віма Дейсенберга, який пізніше замінили на підпис нового голови Європейського Центробанку Жана-Клода Тріше та згодом на підпис його наступника — Маріо Драґі.
8 листопада 2012 року діючий Президент ЄЦБ Маріо Драгі анонсував другу серію банкнот євро — серію «Європа». Першою банкнотою в новій серії є банкнота €5, що була введена в обіг 2 травня 2013 року. Повний дизайн нових банкнот €5 був представлений на заході в Археологічному музеї у Франкфурті-на-Майні 10 січня 2013 року. Варіанти назви валюти та центрального банку було доповнено кириличними («ЕВРО» та «ЕЦБ» відповідно), у зв'язку з приєднанням Болгарії до ЄС.

## Випуски банкнот
| Зображення      | Зображення       | Номінал | Розмір (мм) | Основний колір | Основний колір | Дизайн     | Дизайн   | Положення коду емітенту                                           | Введення в обіг |
| Лицьова сторона | Зворотна сторона | Номінал | Розмір (мм) | Основний колір | Основний колір | Стиль      | Століття | Положення коду емітенту                                           | Введення в обіг |
| --------------- | ---------------- | ------- | ----------- | -------------- | -------------- | ---------- | -------- | ----------------------------------------------------------------- | --------------- |
|                 |                  | 5 євро  | 120 × 62    |                | Сірий          | Античність | до V     | left image edge [Архівовано 16 листопада 2019 у Wayback Machine.] | 1 січня 2002    |

| Зображення      | Зображення       | Номінал | Розмір (мм) | Основний колір | Основний колір | Дизайн     | Дизайн   | Положення коду емітенту | Введення в обіг |
| Лицьова сторона | Зворотна сторона | Номінал | Розмір (мм) | Основний колір | Основний колір | Стиль      | Століття | Положення коду емітенту | Введення в обіг |
| --------------- | ---------------- | ------- | ----------- | -------------- | -------------- | ---------- | -------- | ----------------------- | --------------- |
|                 |                  | 5 євро  | 120 × 62    |                | Сірий          | Античність | до V     |                         | 2 травня 2013   |